# آلکستر
latitudeآلکسترlongitudeآلکستر
آلکستر (به انگلیسی: Alcester) یک شهرک در بریتانیا است که در انگلستان واقع شده‌است.

## خصوصیات
آلکستر ۶٬۲۱۴ نفر جمعیت دارد.